# النبي صالح (قرية)
النبي صالح إحدى قرى فلسطين الواقعة قرب رام الله، حيث تبعد عنها حوالي 20كم إلى الشمال الغربي، وترتفع عن سطح البحر 570 م.

## التسمية
تنسب القرية إلى النبي صالح أحد أنبياء العرب الخمسة الذين ذكرهم القرآن الكريم. وهناك العديد من الأماكن في فلسطين تحمل نفس الاسم، وجاء ذلك تخليداً لذكرى نزوح النبي صالح إلى فلسطين ووفاته فيها، ويقال أن قبره موجود في منطقة الرملة في مكان يحمل اسمه.

## المساحة والسكان
تبلغ مساحة أراضيها 2846 دونماً، وتحيط بها أراضي قرى كفر عين، دير السودان، بيت ريما، دير نظام، وأم الصفا.
قدّر عدد سكانها عام 1922 حوالي 105 نسمة. أما في عام 1945 كان عددهم حوالي 170 نسمة، وفي عام 1967 حوالي 179 نسمة، وفي عام 1996 بلغ العدد 218 نسمة، وفي عام 2015 بلغ قرابة ألف نسمة.
يحيط بالقرية مجموعة من الخرب الأثرية، وتحتوي على أنقاض أبنية وحجارة منحلة. صادرت سلطات الاحتلال جزءاً من أراضيها وأقامت عليها عام 1977 مستعمرة (حلميش نيـپي تسوف).

## الاستيطان
تواجه قرية النبي صالح غول الاستيطان القائم على أراضيها منذ العام 1976 عندما تم إنشاء مستوطنة حلميش الصهيونية في معسكر للأمن الأردني كان مقاماً بالقرب من القرية، حيث بدأ الاحتلال الإسرائيلي توسيع المعسكر وجلب مئات المستوطنين من مختلف أنحاء العالم وإعادة تسكينهم في بيوت تم بنائها على أراضي أهالي القرية بالإضافة إلى القرى المجاورة الأخرى، ويقول أهالي القرية أن الاحتلال يصادر أكثر من 2000 دونم تعود ملكيتها لأصحابها الفلسطينيين في تلك المنطقة.

## العمل الوطني والنضالي

### الثورة الفلسطينية الكبرى في العام 1936
شارك عدد من الثوار من قرية النبي صالح في الثورة الفلسطينية الكبرى في العام 1936 إلى جانب الثوار الفلسطينيين الأخرين في عدد من المعارك في مواجهة قوات الانتداب البريطاني وعصابات الهاجاناة ومنظمة الأرجون الإرهابية، وقد أصيب وإستشهد عدد منهم في تلك الثورة التي استمرت لثلاثة أعوام تقريباً.

### الانتفاضة الأولى
برزت قرية النبي صالح بشكل كبير في الإنتفاضة الفلسطينية الأولى في العام 1987 حيث شاركت في صياغة البيان الأول للإنتفاضة وشارك أبناء القرية بشكل فعال في قيادتها، حيث كان الدكتور سمير شحادة (التميمي) أحد رجالات القيادة الموحدة للانتفاضة الأولى وتعرض للاعتقال على إثر ذلك، وقد إستشهد في تلك الانتفاضة الشهيد بكر التميمي (شهيد القرار الوطني المستقل) والذي كان يستعد لزفافه خلال اقتحام قوات خاصة من جيش الاحتلال لمدينة رام الله، حيث حول الفرح المرتقب إلى حزن كبير إثر اغتيال الشهيد التميمي، وقد تعرض ثلاثة شبان من القرية وهم نزار التميمي وسعيد التميمي وأحمد التميمي إلى السجن بالحكم المؤبد، حيث قضى نزار وأحمد 18 عاماً في سجون الاحتلال وإفرج عنهم في العام 2011 ضمن صفقة شاليط في حين تخطى سعيد عتبة ال21 عاماً وتم الإفراج عنه ضمن ما عرف بصفقة الرئيس عباس في العام 2013.

### الانتفاضة الثانية
تعرضت أراضي قرية النبي صالح لحملات موسعة من السيطرة والاستيلاء وتخريب الأراضي الزراعية المملوكة لأهالي القرية من قبل مستوطني حلميش، حيث استغلت عصابات المستوطنين أحداث الانتفاضة والظروف الأمنية السائدة لتوسيع مستوطنة حلميش وضم مئات الدونمات للسيطرة الاستيطانية، في حين أصدر جيش الاحتلال عدداً من أوامر الضم لأغراض عسكرية، وعلى الصعيد الميداني شاركت القرية بفاعلية في أحداث الانتفاضة الثانية التي اندلعت اثر دخول رئيس وزراء الاحتلال شارون إلى المسجد الاقصى، وشكلت القرية نقطة احتكاك دائم لمواجهات متصاعدة أصيب خلالها المئات وتعرضت القرية إلى حملات مستمرة من الاعتقالات والمداهمات والتهديدات العسكرية.

### المقاومة الشعبية
تتصدر قرية النبي صالح شمال مدينة رام الله بالضفة الغربية البلدات الفلسطينية المناهضة للجدار والاستيطان، إذ يخرج أهلها بعد صلاة الجمعة من كل أسبوع في مسيرات جماهيرية سلمية للمطالبة بإزالة مستوطنة «حلميش» المقامة على أراضيهم.
ومع استمرار المسيرات، واتساع نطاق المشاركة فيها، تتزايد قساوة الرد الإسرائيلي، لكن ذلك لا يثني السكان عن الاستمرار في المطالبة بحقوقهم، بل ورفع سقف مطالبهم من رفض مصادرة الأراضي والتوسع الاستيطاني، إلى المطالبة بإزالة المستوطنة بالكامل عن أراضيهم.
ويعود انطلاق المقاومة الشعبية في القرية إلى العام 2009، حين توّج المستوطنون اعتداءاتهم باحتلال نبع للمياه يسد جزءا من حاجة القرية، بحماية وحراسة قوات كبيرة من جيش الاحتلال.
واستشهد خلال هذه المسيرات السلمية الأسبوعية ثلاث فلسطينيين وهم (الشهيد مصطفى عبد الرزاق التميمي، الشهيد رشدي محمود التميمي، الشهيد سبأ عبيد)، وأصيب واعتقل المئات خلال هذه الفعاليات.
واشتهرت الطفلة عهد التميمي بعد اعتقالها من قبل جيش الاحتلال اثر الحادثة الشهيرة التي قامت خلال بصفع جندي إسرائيلي، حيث تم لاحقاً محاكمتها مع والدتها لفترة ثماني أشهر وغرامة مالية.

## الاقتصاد والزراعة
تعتمد قرية النبي صالح بشكل كبير على الجانب الزراعي، حيث تحتوي معظم أراضيها على أعداد كبيرة من أشجار الزيتون بالإضافة إلى المزروعات الأخرى، ولكنها تأثرت بشكل كبير بفعل سيطرة جيش الاحتلال الصهيوني على عين الماء الرئيسية في القرية، بالإضافة على السيطرة بشكل جزئي على المناطق الحرجية المحاذية والمناطق السهلية التي كان يتم زراعتها في السابق.
ويوجد في القرية العديد من المنشأت الصناعية والزراعية مثل:-
- مصنع الألبان التابع لشركة البينار.
- مصنع لشركة الصناعات الزراعية (زيت).
- معصرة زيت - عدد 2.
- منشأة لصناعة الطوب.
- منشأة لتجميع الحديد ومواد البناء والأسمنت.
- محطة وخزانات شركة الخواجا للمحروقات.
- مرزعة دجاج بطاقة استيعابية ضخمة.

ونظراً للموقع الجغرافي المتميز للقرية كونها تقع على عدد من الطرق الرئيسية المؤدية لشمال الضفة الغربية بالإضافة إلى انها بوابة لمنطقة بني زيد الغربية فانها تحتوي على عدد كبير من المحلات التجارية المتخصصة بتقديم السلع والخدمات.

## وصلات خارجية
- قرية النبي صالح.. شوكة في حلق الاحتلال - المركز الفلسطيني للإعلام
- النبي صالح.. قرية تقاوم الاستيطان
- النبي صالح.. قرية فلسطينية رغم النكسة والجدار تتحدى الاستيطان